# Hans Georg Brunner-Schwer

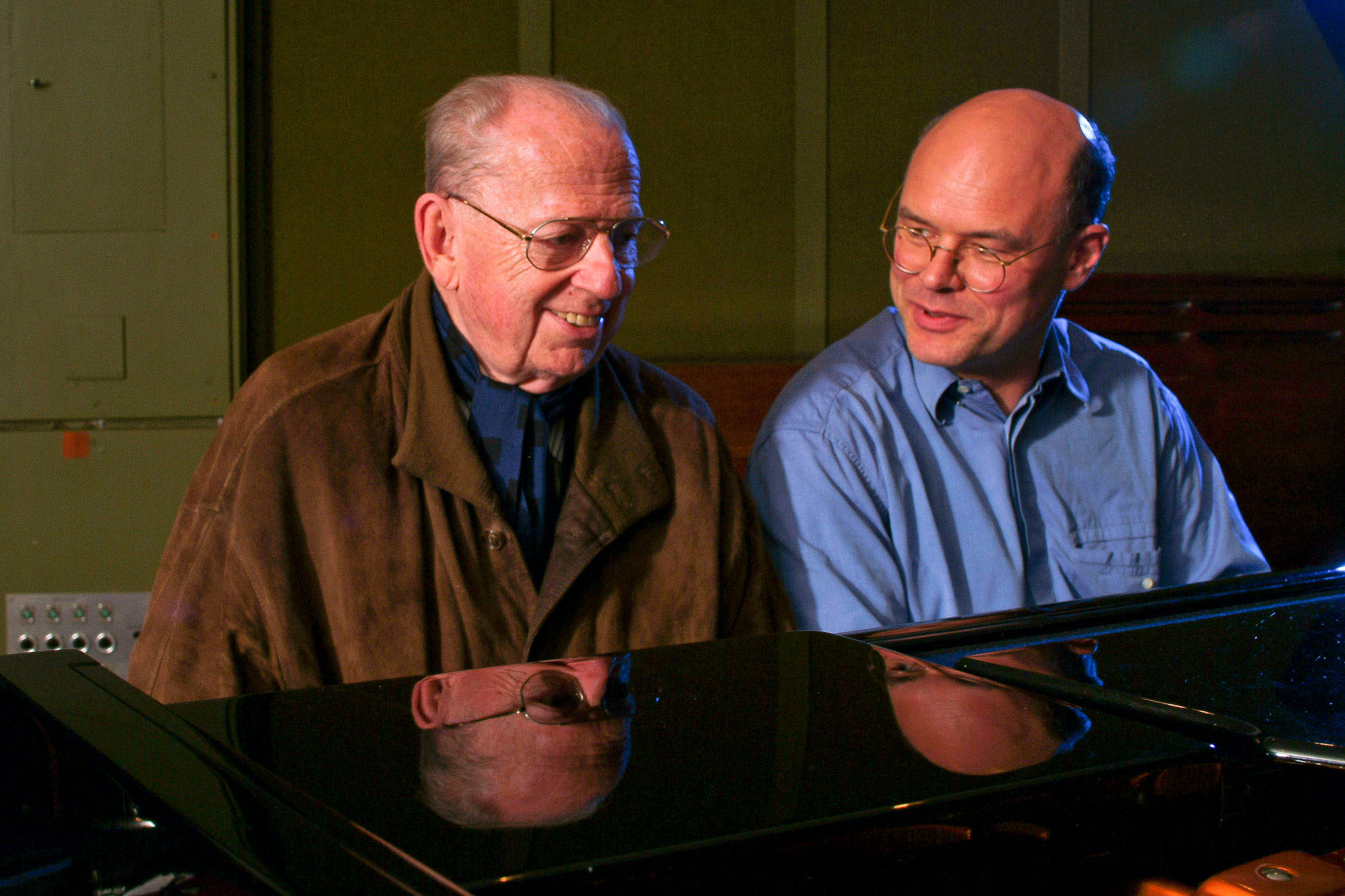
Hans Georg Brunner-Schwer (links) mit Christoph Spendel am Flügel (2004)

Hans Georg Brunner-Schwer (* 20. Juli 1927 in Villingen; † 12. Oktober 2004 in Villingen-Schwenningen) war ein deutscher Tonmeister, Musikproduzent und Besitzer des Plattenlabels MPS (Musik Produktion Schwarzwald).

## Leben und Wirken
Brunner-Schwer wuchs großbürgerlich auf; seine Mutter war die Erbin des Unternehmens SABA, der Vater ein erstklassiger Violinist. Ab 1961 war er Technischer Geschäftsführer der SABA-Werke (und sein Bruder Hermann Kaufmännischer Geschäftsführer).
1963 begann Brunner-Schwer, für das Familien-Unternehmen unter dem Label „SABA-Schallplatten“ Tonträger zu produzieren. Unter anderen Musikgattungen war hier das Angebot von Jazzplatten auffällig: Einerseits produzierte er im eigenen Tonstudio Aufnahmen, beispielsweise von Hans Koller, aber auch von Wolfgang Dauner und von Attila Zoller (Filmmusik zu Katz und Maus). Andererseits wurden aber auch ausgewählte amerikanische Platten kleinerer Label, die in Deutschland keinen Vertrieb hatten, wie beispielsweise die Aufnahmen von Eric Dolphy mit Mal Waldron aus dem „Five Spot“, über das Saba-Label in der Bundesrepublik vertrieben.
Fünf Jahre später, als die Familie einen Großteil ihrer SABA-Anteile an den Multi General Telephone & Electronics Corporation (GTE) verkaufte, wandte sich Brunner-Schwer hauptberuflich seiner wahren Leidenschaft zu; seinem Tonstudio und der Jazzmusik. Er kaufte die eigenen Produktionen zurück und gründete mit MPS sein eigenes Unternehmen. Auf dem ehemaligen Saba-Gelände entstand die Infrastruktur für das erste deutsche Jazzlabel. Dabei kam ihm ein weiterer Grundstock zugute: Als Klavier-Enthusiast lud er schon seit 1963 Starpianisten wie Oscar Peterson zu seinen Hausparties ein; mit bester Tontechnik schnitt er die Konzerte mit, die die Künstler entspannt in seinem Wohnzimmer gaben, konnte sie aber bis 1968 aus rechtlichen Gründen nicht vermarkten. Im Juni 1967 vertrieb er die im Kölner Electrola-Studio aufgenommene LP Handle With Care der Kenny Clarke/Francy Boland Big Band.
Zu seinen bedeutendsten Leistungen als Tonmeister gehört die Gesamtaufnahme von Johann Sebastian Bachs Zyklus Das Wohltemperierte Klavier mit dem Pianisten Friedrich Gulda, die 1972/73 entstanden ist.
Brunner-Schwers Selbstverständnis als Produzent gestattete es ihm nicht, sich konzeptionell oder künstlerisch modischen Trends zu beugen. Durch die geschickte Auswahl seiner Koproduzenten wurde andererseits fast das ganze Spektrum des Jazz abgedeckt und auf den Markt gebracht: So war für den freieren Jazz der damals als „Jazz-Papst“ geltende Joachim Ernst Berendt verantwortlich.
Brunner-Schwer investierte enorme Summen in den Betrieb seines Studios und die Verpflichtung der Musiker zu MPS. Von seinen Verbindungen profitierte auch das in Villingen stattfindende Jazzfestival VS-swingt und der Jazzclub Villingen, zu dem er freundschaftliche Beziehungen unterhielt. 1983 verkaufte Brunner-Schwer MPS an die niederländische Philips-Gruppe. Er hat jedoch weiterhin Musikaufnahmen in seinem Studio gemacht, die in kleiner Auflage unter seinen Namensinitialen HGBS erschienen. Privat lebte Hans-Georg Brunner-Schwer zurückgezogen.
Am 12. Oktober 2004 verstarb Hans Georg Brunner-Schwer an den Folgen eines Autounfalls. Er hinterließ seine Frau Marlies, seine Söhne Andreas und Mathias sowie drei Enkel.
Brunner-Schwer hatte eine umfangreiche Sammlung von Maybach-Automobilen.